# Karosa B 732
Karosa B 732 — модель городского и пригородного высокопольного автобуса, производившегося компанией Karosa в городе Високе-Мито в 1983—1997 годах.

## Конструкция
Модель B 732 визуально и конструктивно аналогична модели B 731.

### Отличия от B 731
Единственное отличие B 732 от В 731 в том, что на первой установлена механическая коробка передач: В 731 подходит только для использования в городе, а В 732 можно использовать и для пригородных рейсов. Эта модель, так же как и В731, была модернизирована. 
 В ходе производства В 732 также получила расширенную заднюю маску, подобную тем, которые устанавливались на серию 700 поздних выпусков и серию 900. Причиной тому была необходимость пространства в заднем свесе, которое положительно сказалось бы на безопасности при ударе сзади.

## Производство
Первые пять экземпляров В 732 были изготовлены в 1983 году. Модель В 732 производилась до 1997 года, когда модель В 731 на конвейере сменила модель B 931. Всего было произведено около 4495 автобусов этой модели.

## Модификации
- Karosa B 732.00
- Karosa B 732.20
- Karosa B 732.40
- Karosa B 732.1652
- Karosa B 732.1654
- Karosa B 732.1654.3
- Karosa B 732.1658
- Karosa B 732.1660
- Karosa B 732.1661
- Karosa B 732.1662
- Karosa B 732.1666
- Karosa B 732.1670

## Распространение
Автобусы Karosa В 732 можно встретить почти во всех городах бывшей Чехословакии и в некоторых странах Восточной Европы. Также около 900 машин были поставлены в страны бывшего СССР.